# Hrvatska kopnena vojska
Hrvatska kopnena vojska – wojska lądowe, jeden z rodzajów Sił Zbrojnych Republiki Chorwacji.

## Wyposażenie

### W służbie

#### Pojazdy
| Zdjęcie                  | Nazwa               | Państwo           | Liczba            |
| Czołgi podstawowe        | Czołgi podstawowe   | Czołgi podstawowe | Czołgi podstawowe |
| ------------------------ | ------------------- | ----------------- | ----------------- |
|                          | M-84                | Jugosławia        | [ 1 ]             |
| Pozostałe czołgi         |                     |                   |                   |
|                          | M-84AB              |                   | [ 1 ]             |
| Haubice                  |                     |                   |                   |
|                          | Panzerhaubitze 2000 | Niemcy            | [ 2 ]             |
| Bojowe wozy piechoty     |                     |                   |                   |
|                          | M-80                | Jugosławia        | [ 1 ]             |
| Transportery opancerzone |                     |                   |                   |
|                          | Patria AMV          | Finlandia         | 126               |
|                          | M83                 | Jugosławia        | [ 1 ]             |
|                          | BTR-50S             | ZSRR              | [ 1 ]             |